# Robertianella synophthalma
Robertianella synophthalma är en ringmaskart som beskrevs av McIntosh 1885. Robertianella synophthalma ingår i släktet Robertianella och familjen Polynoidae. Inga underarter finns listade i Catalogue of Life.